# Bingham Canyon (Utah)
Bingham Canyon bylo město v Utahu ve Spojených státech amerických. Nacházelo se v okrese Salt Lake County nedaleko od utažského hlavního města Salt Lake City. Sídlo dostalo svůj název podle jeho prvních osadníků, bratrů Thomase a Sanforda Binghamových, kteří se v kaňonu usadili roku 1848. Později na místě bylo nalezeno značné množství zlata a stříbra. Roku 1863 začalo větší osidlování a roku 1873 byla do obce dovedena železnice. Dne 29. února 1904 se Bingham Canyon stal městem a na vrcholu slávy mělo až 15 tisíc obyvatel. Počínaje dvacátými léty začalo město upadat. Nedaleké doly se postupně rozrůstaly až na území města, jehož poslední budovy byly strženy v roce 1972.